# Подолянчик Андрій Юрійович
Андрій Юрійович Подолянчик (нар. 6 серпня 1981, Дніпропетровськ, УРСР) — російський та український футболіст, захисник та півзахисник.

## Життєпис
Вихованець ДЮСШ «Космос» (Павлоград). У сезоні 2001/02 років перебував у заявці «Системи-Борекс», але на поле не виходив. Дебютував у нижньоновгородській «Електроніці», де був одним із лідерів. Пізніше виступав за колективи другого дивізіону: «Носта», «Газовик» (Оренбург), «Нафтохімік», ФК «Челябінськ», «Сокіл» (Саратов).
2007 року грав у вищій лізі Узбекистану за клуб «Бухара», провів 29 матчів, відзначився двома голами.
Взимку 2011 року побував на перегляді в іванівському «Текстильнику», але не підійшов команді. Після цього вирушив до рязанської «Зірки», у складі якої провів свій останній сезон на професіональному рівні.
В Україні грав за аматорські колективи, які виступали на обласному рівні.